# Punta de la Font d'Alfara
La Punta de la Font d'Alfara és una muntanya de 772 metres que es troba al municipi de Mas de Barberans, a la comarca catalana del Montsià.